# SIGCOMM
SIGCOMM ist eine Gruppe für Datenkommunikation und Computernetzwerke (Special Interest Group on Data Communications) der Association for Computing Machinery (ACM).
SIGCOMM veranstaltet die jährlichen internationalen SIGCOMM-Konferenzen und gibt die vierteljährliche Zeitschrift Computer Communication Review und mit dem Institute of Electrical and Electronics Engineers die zweimonatlich erscheinende Zeitschrift IEEE/ACM Transactions on Networking heraus.
SIGCOMM vergibt jährlich den SIGCOMM-Preis; er wird mit einer Pyramide hergestellt von Tiffany´s verliehen und ist mit 2000 Dollar dotiert.

## Träger des SIGCOMM-Preises
Den Sigcomm Award erhielten (mit offizieller Laudatio):
- 1989 Paul Baran für Paketvermittlung als Grundlage eines frühen digitalen nationalen computerkontrollierten Netzwerks in den 1960er Jahren
- 1990 Leonard Kleinrock für die Entwicklung von Methoden der Analyse von Netzwerktechnologie mit Paketvermittlung und David D. Clark für wesentliche Beiträge zum Internet Protocol und Internetarchitektur
- 1991 Hubert Zimmermann für 20 Jahre Führungsrolle in der Entwicklung von Computernetzwerken und internationale Standardisierung
- 1992 Sandy Fraser für grundlegende Konzepte wie Virtuelle Verbindung, Paketvermittlung in Raumlage (space-division packet switching) und Datenflusskontrolle mit Fenstern (window flow control)
- 1993 Robert E. Kahn für visionäre technologische Beiträge und seine Führungsrolle in der Entwicklung der Technologie von Informationssystemen
- 1994 Paul Eliot Green für sein Lebenswerk in Datenkommunikation, herausragende Beiträge zur Theorie der Datenkommunikation, Protokollen, Architekturen und Technologie
- 1995 David J. Farber für seine breitgestreuten Beiträge, seine visionäre Rolle und inspirierende Führung bei Computernetzwerken, verteiltem Rechnen und der Entwicklung von Netzwerkinfrastruktur
- 1996 Vint Cerf für seine Pionierrolle beim Internet, beginnend mit der Entwicklung des TCP/IP-Protokolls bis zu seiner Botschafterrolle für die heutige weltweite Internetinfrastruktur
- 1997 Jon Postel für Beiträge zur Internetentwicklung und Standardisierung und Louis Pouzin für Pionierarbeiten zur drahtlosen Paket-Kommunikation
- 1998 Larry Roberts für visionäre Beiträge und Entwicklung fortgeschrittener Technologie in Computernetzwerken
- 1999 Peter T. Kirstein für Beiträge zum praktischen Verständnis großer Netzwerke mit internationalen Testumgebungen
- 2000 André Danthine für grundlegende Beiträge zum Entwurf von Protokollen und Modellbildung und seine Führungsrolle für Computernetzwerke in Europa
- 2001 Van Jacobson für Beiträge zur Protokollarchitektur und Überlastkontrolle
- 2002 Scott Shenker für Beiträge zu Internetentwurf und -architektur und seine Vorbildrolle für intellektuelle Strenge in der Netzwerkforschung
- 2003 David Cheriton für Beiträge zu Datennetzwerken und -systemen und seine Rolle bei der Hinterfragung verbreiteter Annahmen
- 2004 Simon Lam für breitgestreute, visionäre und exakte Beiträge unter anderem in Kommunikationssicherheit, Analyse von Netzwerk- und Multizugangsprotokollen, Analyse von Warteschlangennetzwerken und Entwurfsverfahren für Kontrolle der Dienstgüte
- 2005 Paul Mockapetris für grundlegende Arbeit in Entwurf, Entwicklung und Implementierung des Domain Name Systems und Führungsrolle in der Internetentwicklung
- 2006 Domenico Ferrari für fundamentale Beiträge zur Quality-of-Service-Architektur des Internets und Testumgebungen für Forschung an Wide Area Networks, für seine Führungsrolle im BSD-Unix-Projekt und am International Computer Science Institute
- 2007 Sally Floyd für weitreichende Beiträge zur Internetarchitektur und praktische Verfahren zum Überlastschutz
- 2008 Don Towsley für Beiträge zur Modellierung, Analyse und Kontrolle von Kommunikationsnetzwerken
- 2009 Jon Cowcroft für Pionierbeiträge zu Multimedia- und Gruppenkommunikation
- 2010 Radia Perlman für fundamentale Beiträge zu weitverbreiteten Protokollen in Internetrouting und -bridging
- 2011 Vern Paxson für wesentliche Beiträge im Bereich Internetmessverfahren und Internetsicherheit
- 2012 Nick McKeown für Entwurf, Analyse und Entwicklung von Hochleistungsroutern
- 2013 Larry Peterson für umwälzende Fortschritte in Forschung zu Netzwerken und verteilten Systemen und Lehre
- 2014 George Varghese für nachhaltige und vielfältige Beiträge zur Netzwerk Algorithmik, mit weitreichenden Auswirkungen in Forschung und Industrie
- 2015 Albert Greenberg für die Pionierarbeit in Theorie und Praxis des Betriebs von Carrier- und Rechenzentrumsnetzwerken
- 2016 Jim Kurose für seine anhaltende Exzellenz in der Vernetzung von Forschung, Ausbildung, Betreuung und seinem Dienst für die SIGCOMM-Community
- 2017 Raj Jain für lebenslange Beiträge zu Computernetzwerken, einschließlich Verkehrsmanagement, Überlastungskontrolle und Leistungsanalyse
- 2018 Jennifer Rexford für ihre grundlegenden und praktischen Beiträge, um das Internet zuverlässiger und berechenbarer zu machen, und für ihre herausragende Betreuung und gemeinnützige Arbeit
- 2019 Mark Handley für grundlegende Beiträge zu Internet-Multimedia, Multicast, Überlastungskontrolle und Multi-Path-Netzwerken sowie zur Standardisierung von Internet-Protokollen in diesen Domänen
- 2020 Amin Vahdat für grundlegende Beiträge im Bereich der Rechenzentrums- und Weitverkehrsnetze, sowie Lixia Zhang für grundlegende Entwicklungen für das Internet-Protokoll